# ハムダーン・ビン・ラーシド・アール・マクトゥーム
ハムダーン・ビン・ラーシド・アール・マクトゥーム（アラビア語: حمدان بن راشد آل مكتوم ḥamdān bin rāshid āl maktūm, 英語: Sheikh Hamdan bin Rashid Al Maktoum 1945年12月25日 - 2021年3月24日）は、アラブ首長国連邦を構成するドバイ首長国の王族。連邦副首相並びにドバイの副首長に在任したほか、連邦の財務大臣を独立以来、死去するまで40年間務めた。また競走馬のオーナーブリーダーとしても活動し、各地に牧場を所有していた。略称はシェイク・ハムダン。

## 生涯
1945年、イギリスの保護領だった休戦オマーン（現在のアラブ首長国連邦）のドバイにて生まれた。家族には父ラーシド・ビン・サイード・アール・マクトゥーム（第2代連邦首相・ドバイ首長）、兄マクトゥーム・ビン・ラーシド・アール・マクトゥーム（初・3代連邦首相・ドバイ首長）、弟ムハンマド・ビン・ラーシド・アール・マクトゥーム（第4代連邦首相・ドバイ首長）らがいる。
2021年3月24日、死去。75歳没。

## 主な所有馬
G1競走優勝馬（所有時）
- Shareef Dancer / シャリーフダンサー（1983年アイリッシュダービー、他重賞競走1勝）
- Nashwan / ナシュワン（1989年2000ギニー、ダービーステークス、2003年エクリプスステークス、キングジョージ6世&クイーンエリザベスステークス）
- Salsabil / サルサビル（1989年マルセルブサック賞、1990年1000ギニー、オークス、アイリッシュダービー、ヴェルメイユ賞、他重賞競走1勝）
- Dayjur / デイジュール（1990年ナンソープステークス、スプリントカップ、アベイドロンシャン賞、他重賞競走2勝）
- Marju / マルジュ（1991年セントジェームズパレスステークス、他重賞競走1勝）
- Muhtarram / ムータラム（1993年アイリッシュチャンピオンステークス、1994年イタリア共和国大統領賞、他重賞競走2勝）
- Hamas / ハマス（1993年ジュライカップ）
- Erhaab / エルハーブ（1994年ダービーステークス、他重賞競走1勝）
- Maroof / マルーフ（1994年クイーンエリザベス2世ステークス、他重賞競走1勝）
- Aqaarid / アカーリド（1994年フィリーズマイル、他重賞競走1勝）
- Harayir / ハライール（1995年1000ギニー、他重賞競走4勝）
- Bahri / バーリ（1995年セントジェームズパレスステークス、チャンピオンステークス）
- Ta Rib / タリブ（1996年プール・デッセ・デ・プーリッシュ）
- Muhtathir / ムータティール（1999年ヴィットーリオ・ディ・カープア賞、2000年ジャックルマロワ賞、他重賞競走3勝）
- Almutawakel / アルムタワケル（1998年ジャンプラ賞、1999年ドバイワールドカップ）
- Nayef / ネイエフ（2001年チャンピオンステークス、2002年インターナショナルステークス、2003年プリンスオブウェールズステークス）
- Malhub / マルフブ（2002年ゴールデンジュビリーステークス）
- Haafhd / ハーフド（2004年2000ギニー、チャンピオンステークス、他重賞競走1勝）
- Eswarah / エスワラ（2004年オークス）
- Naaqoos / ナークース（2008年ジャン・リュック・ラガルデール賞）
- Albertus Maximus / アルバータスマキシマス（2009年ドンハンデキャップ）
- Eastern Anthem / イースタンアンセム（2009年ドバイシーマクラシック）
- Ghanaati / ガナーティ（2009年1000ギニー）
- Taghrooda / タグルーダ（2014年オークス、キングジョージ6世&クイーンエリザベスステークス）

重賞競走優勝馬（所有時）
- Intikhab / インティカブ（1998年クイーンアンステークス（当時G2）、他重賞競走1勝）
- Maraahel / マラーヘル（2004年ゴードンステークスなど重賞競走7勝）
- Mafaaz / マファーズ（2009年ケンタッキーダービーチャレンジステークス）

その他
※アルファベット順に表記。
- Alkaased / アルカセット（所有時は1勝）
- Natagora / ナタゴラ（所有時は未出走）
- Sakhee / サキー（所有時は重賞競走2勝）